# Darī Kandeh
Darī Kandeh (persiska: دری كنده) är en ort i Iran.   Den ligger i provinsen Mazandaran, i den norra delen av landet, 150 km nordost om huvudstaden Teheran. Darī Kandeh ligger 8 meter över havet och antalet invånare är 639.
Terrängen runt Darī Kandeh är platt. Runt Darī Kandeh är det ganska tätbefolkat, med 96 invånare per kvadratkilometer. Närmaste större samhälle är Babol, 8,5 km nordväst om Darī Kandeh. Trakten runt Darī Kandeh består till största delen av jordbruksmark.